# 22.º Regimiento de Campaña del Distrito Aéreo Bélgica-Norte de Francia (Motorizado)
El 22.º Regimiento de Campaña del Distrito Aéreo Bélgica-Norte de Francia (Motorizado) (22. Luftgau-Feld-Regiment Belgien-Nordfrankreich (mot. )) fue una unidad de la Luftwaffe de la Alemania nazi.

## Historia
Fue formado en junio de 1944, a partir del 22º Regimiento Aéreo. El 9 de septiembre de 1944 fue disuelto y absorbido por los Fallschirmjäger.

## Orden de batalla
- 1944: Plana Mayor, I. (1-6), II. (7-12)